# Bloomfield (Kentucky)
Bloomfield es una ciudad ubicada en el condado de Nelson en el estado estadounidense de Kentucky. En el Censo de 2010 tenía una población de 838 habitantes y una densidad poblacional de 400,55 personas por km².

## Geografía
Bloomfield se encuentra ubicada en las coordenadas 37°54′52″N 85°19′9″O / 37.91444, -85.31917. Según la Oficina del Censo de los Estados Unidos, Bloomfield tiene una superficie total de 3.37 km², de la cual 3.37 km² corresponden a tierra firme y (0%) 0 km² es agua.

## Demografía
Según el censo de 2010, había 838 personas residiendo en Bloomfield. La densidad de población era de 400,55 hab./km². De los 838 habitantes, Bloomfield estaba compuesto por el 89.26% blancos, el 8.59% eran afroamericanos, el 0% eran amerindios, el 0.48% eran asiáticos, el 0% eran isleños del Pacífico, el 0.72% eran de otras razas y el 0.95% pertenecían a dos o más razas. Del total de la población el 2.03% eran hispanos o latinos de cualquier raza.